# Jerry Jeremiah
Jerome „Jerry“ Jeremiah (* 1. August 1963 auf Malakula) ist ein vanuatuischer Sprinter.
Jeremiah nahm 1988 an den Olympischen Sommerspielen in Seoul teil, der ersten Teilnahme seines Landes an den Olympischen Sommerspielen überhaupt; er lief die 100 Meter und eine Zeit von 10,96 Sekunden und wurde Achter in seinem Lauf, konnte sich also nicht für die nächste Runde qualifizieren. Er lief auch über 200 Meter und erzielte eine Zeit von 22,01 Sekunden und wurde in seinem Lauf Siebter, konnte sich aber erneut nicht für die nächste Runde qualifizieren. 1986 nahm er auch an den Commonwealth-Spielen sowie 1987 und 1991 an den Leichtathletik-Weltmeisterschaften teil.